# رابطة العمل اليهودي العام في بولندا
رابطة العمل اليهودي العام في بولندا ( (باليديشية: אַלגעמײַנער ײדישער אַרבעטער בּונד אין פוילין)‏ <small id="mwCQ">tr</small> : Algemeyner yidisher arbeter in poyln، (بالبولندية: Ogólno-Żydowski Związek Robotniczy "Bund" w Polsce)‏ كان حزبًا اشتراكيًا يهوديًا في بولندا شجع الاستقلال السياسي والثقافي والاجتماعي للعمال اليهود، وسعى لمحاربة معاداة السامية وكان معارضًا للصهيونية عمومًا.

## إنشاء البوند البولندي
خرج البوند البولندي من البوند اليهودي العمالي العام في ليتوانيا وبولندا وروسيا في الإمبراطورية الروسية السابقة. كان بوند هياكل حزبية أقيمت بين المجتمعات اليهودية في المناطق البولندية للإمبراطورية الروسية. عندما وقعت بولندا تحت الاحتلال الألماني في عام 1914، أصبح الاتصال بين البونديين في بولندا ومركز الحزب في سان بطرسبرغ أمرًا صعبًا. في نوفمبر 1914، عينت اللجنة المركزية في لجنة البوند المنفصلة من منظمات البوند في بولندا لإدارة الحزب في بولندا.  من الناحية النظرية، كان البوند في بولندا وروسيا أعضاء في الحزب نفسه، ولكن في الممارسة العملية كان البوند البولندي يعمل كحزب خاص به.  في ديسمبر 1917، تم إضفاء الطابع الرسمي عليه، حيث عقد البوند البولندي اجتماعًا سريًا في لوبلين وأعادوا تشكيل أنفسهم كحزب سياسي منفصل. 

## الانقسام الشيوعي
في أبريل 1920، عُقد المؤتمر الأول للبوند البولندي، والذي تم خلاله تحقيق دمج الحزب الديمقراطي الاشتراكي اليهودي الجاليكي في البوند. في المؤتمر اندلع نزاع حول ما إذا كان ينبغي للحزب الانضمام إلى الشيوعية الدولية. صدر قرار بالأغلبية يدعو إلى دخول الحزب إلى الشيوعية الدولية في المؤتمر، لكن لم يتم تنفيذه مطلقًا. ونتيجة لذلك، تم تقسيم البوند البولندي، حيث غادر حوالي ربع البوند البولندي الحزب لتشكيل البوند الشيوعي في عام 1922 (والذي اندمج لاحقًا في الحزب الشيوعي في عام 1923).   

## تنظيم العمال
في عام 1921، انضمت النقابات العمالية المنتمية إلى البوند إلى اللجنة المركزية للنقابات العمالية المركزية ( (بالبولندية: Komisja Centralna Zwiazków Zawodowych)‏ —KCZZ)، المجلس الحاكم لاتحاد النقابات المهنية ( (بالبولندية: Związek Stowarzyszeń Zawodowych)‏ - ZSZ، المنظمة الجامعة لنقابات العمال في الحزب الاشتراكي البولندي. ومع ذلك، على الرغم من أن نقابات البوند كانت جزءًا من KCZZ، إلا أنها لم تكن جزءًا من ZSZ.  

## الاندماج مع مجموعات Wilno
أنقسم فرع البوند في ويلنو  (الآن فيلنيوس ) على نفس الخطوط مثل بقية البوند الروسي في عام 1920 ، إلى مجموعة أغلبية يسارية ومجموعة من الأقليات اليمينية. وقد ارتبط هذا الأخير مع البوند الاشتراكي الديمقراطي الروسي. كلا الفريقين كانا مترددين في الانضمام إلى البوند البولندي، حتى بعد أن أصبح واضحًا أن ويلنو كان جزءًا لا يتجزأ من الدولة البولندية. لم يثق البوند الاجتماعي الديموقراطي في البوند البولندي بسبب مبادراته المقدمة إلى الكومنترن، موضحًا أن البوند البولندي لم يعد منظمة اجتماعية ديمقراطية. 

## ما بعد الحرب العالمية الثانية

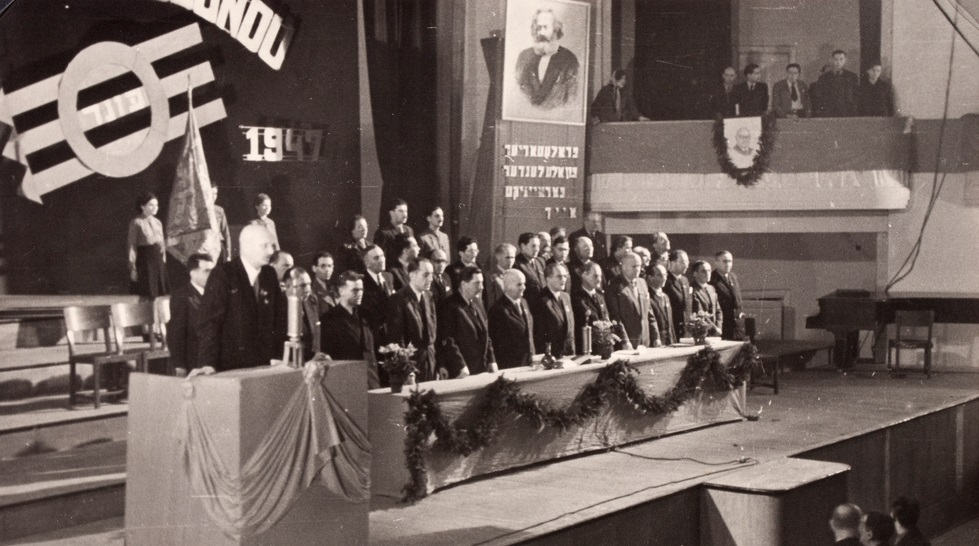
الاحتفال بالذكرى السنوية الخمسين للبوند، 15 نوفمبر 1947

بعد نهاية الحرب العالمية الثانية، أعاد البوند تنظيم نفسه في بولندا. بينما نظم الصهاينة الهجرة الجماعية إلى فلسطين بعد الحرب، علق البوند آماله على التطور الديمقراطي في بولندا. في ذلك الوقت كان البوند يضم ما بين 2500 و3000 عضو. حوالي 500 في لودز. كان ميشال شولدنفري رئيس الحزب، والدكتور شويلمي هيرشنهورن نائب الرئيس. كان سالو فيزغروند السكرتير العام، بمساعدة جوزيف جاشونسكي. كان للحزب فروع فاعلة في وارسو، وودز و فروتسواف. 
بدأ البوند في تأسيس تعاونيات إنتاج مختلفة. جنبا إلى جنب مع الشيوعيين اليهود، كان البوند نشطًا في الترويج لليهود البولنديين للاستقرار في مناطق في سيليزيا التي كانت في السابق مناطق ألمانية. 
استمرت الأنشطة المعادية للسامية في بولندا بعد الحرب، وفي لودز (المركز الرئيسي للسكان اليهود في بولندا ما بعد الحرب) احتفظ البوند بميليشيا مسلحة بسلاح سري. 
شارك البوند في الانتخابات البولندية في يناير 1947 على بطاقة مشتركة مع الحزب الاشتراكي البولندي (PPS) وحصل على مقعد Sejm الأول والوحيد في تاريخه، والتي احتلها ميشال شولدنفري (عضو بالفعل في المجلس الوطني للدولة منذ عام 1944 )،  بالإضافة إلى العديد من المقاعد في المجالس البلدية.
في عام 1948، غادر حوالي 400 عضو من بوند بشكل غير قانوني بولندا.  تم حل البوند مع جميع الأحزاب غير الشيوعية الأخرى، في عام 1948 بعد تعزيز حكم الحزب الواحد من قبل حزب العمال البولندي المتحد.  تم طرد شولدنفري من البرلمان الذي يقوده الشيوعيون. 
في عام 1976، أصبح ماريك إيدلمان، الناشط وزعيم البوند سابقًا خلال انتفاضة حي اليهود في وارسو، جزءًا من لجنة الدفاع عن العمال  وفي وقت لاحق جزءًا من حركة نقابة التضامن.  خلال فترة الأحكام العرفية في عام 1981، تم اعتقاله. شارك في محادثات المائدة المستديرة وعمل كعضو في البرلمان من عام 1989 حتى عام 1993.